# Catedrala catolică din Moscova
Catedrala catolică din Moscova (în rusă Собор Непорочного Зачатия Пресвятой Девы Марии), denumită în popor Kircha (Кирха), adică „biserica catolică” (cuvânt german), este un edificiu neogotic construit la începutul secolului al XX-lea la aproximativ 2 km de centrul Moscovei. În timpul persecuției sovietice a fost închisă și lăsată în paragină. În prezent este cea mai mare biserică catolică din Rusia.
Planurile pentru construirea catedralei au fost aprobate în 1894 de Ministerul Afacerilor Interne al Imperiului Rus. Construirea catedralei a început în anul 1901 și a fost finalizată după 10 ani. Arhitectul catedralei, Tomasz Bohdanowicz-Dworzecki, s-a inspirat după modelul bisericii Westminster Abbey și al Domului din Milano. Conducerea Uniunii Sovietice, promotoare a ateismului conform ideologiei marxist-leniniste, a decis  închiderea catedralei în 1938, în contextul campaniei antireligioase sovietice. În timpul celui de-Al Doilea Război Mondial catedrala a fost aproape demolată, iar după război a fost folosită drept cămin și depozit. După destrămarea Uniunii Sovietice, în 1996 a fost redeschisă ca biserică, iar în 2002 i s-a acordat din nou statut de catedrală. 
În secolul 21, după 58 de ani de utilizare laică, catedrala este iarăși folosită pentru liturghii în mai multe limbi, printre care rusa, poloneza, coreeana, engleza, franceza, spaniola, limba armeană și latina. Orga folosită în prezent este a 3-a de la construcția catedralei și a fost donată de către biserica protestantă Basler Münster din Elveția. Catedrala este considerată un monument protejat de către Federația Rusă.

## Istorie

### Prima perioadă de construcție

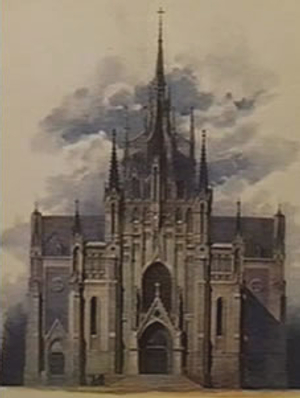
Planul inițial al arhitectului Tomasz Bohdanowicz-Dworzecki

La sfârșitul secolului al 19-lea existau două biserici catolice în Moscova: Biserica Sfântul Ludovic din Moscova⁠(en)[traduceți] pentru populația franceză și biserica Sf. Petru și Pavel pentru populația poloneză. Cele două clădiri nu erau de ajuns pentru cei 30.000 membri ai comunității catolice poloneze. Astfel, în 1894, consiliul local a votat construirea unei noi biserici. Construirea a fost acceptată în limita unor condiții. Două din aceste condiții erau ca această biserică să nu se afle nici în apropierea centrului vechi și nici în apropierea oricărei biserici ortodoxe.
Luând în considerare cerințele consiliului, la 16 mai 1895 au fost cumpărate 10 hectare de teren aflate la momentul respectiv la periferia orașului. În prezent, biserica se află în Okrugul Administrativ Central, aproape de magistrala Koltsevaya a metroului din Moscova și este înconjurată de clădiri dezvoltate în secolul 20. Terenul a fost cumpărat din donații și a costat 10,000 de ruble (aproximativ 7,200,000 dolari în 2012). O listă integrală a donațiilor a fost conservată în arhivele orașelor Moscova și Sankt Petersburg.
Alte condiții impuse construcției a fost ca biserica să fie mai mare decât cele deja existente, să aibe o cruce pe fronton, dar să nu aibe nicio fleșă sau sculptură exterioară. Cu toate că arhitectul Tomasz Bohdanowicz-Dworzecki nu a respectat dorința consiliului ca biserica să nu aibe fleșe, planul a fost acceptat de către consiliu. Biserica avea să asigure loc pentru cel mult 5,000 de credincioși. În 1899 a început pregătirea terenului iar construcția a avut loc din 1901 până în 1911. Construcția a costat în total 290,000 de ruble, majoritatea banilor fiind donați de membrii parohiei poloneze din Moscova. Alte donații au provenit de la parohiile catolice din Rusia, Polonia și Belarus.
Catedrala a fost consacrată la 21 decembrie 1911, cu hramul „Neprihănita Zămislire”. În cadrul parohiei Petru și Pavel a obținut statut de capelă. Consacrarea catedralei a primit multă atenție din partea presei.
Din 1911 până în 1917 s-au strâns bani pentru mobilier, care era relativ rar în afară de impresionantul altar principal. Mobilierul original a rămas până în anii 1930. Unele părți din schița originală au fost părăsite: podeaua nu a mai fost construită din marmură, ci din beton, iar pe fațadă nu au mai fost construite vârfuri. Mai târziu au fost adăugate vârfurile, deși nu se știe dacă au fost construite în 1923, sau mai târziu, în timpul renovării catedralei din 1999. Cei ce susțin că acestea au fost construite în 1923 spun că vârfurile au fost parțial distruse în timpul celui de-Al Doilea Război Mondial și au fost lăsate în acea stare ceva timp.

### Închiderea bisericii și schimbarea destinației

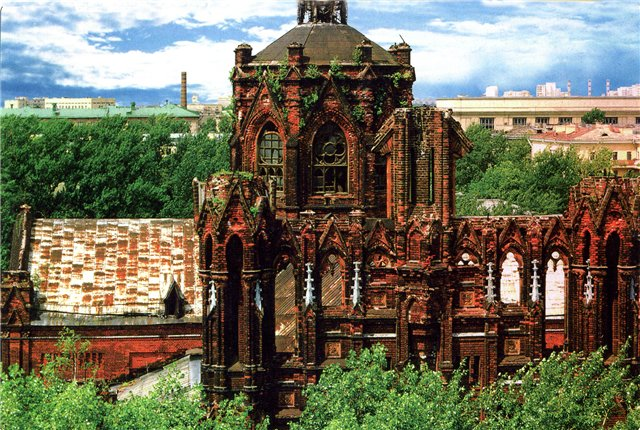
Biserica dărăpănată, c. 1980

În urma Revoluției Ruse din 1917 Moscova a devenit capitala  Uniunii Sovietice. Promovarea ateismului de către guvern a dus la închiderea multor biserici din toată țara. Parohia poloneză a fost desființată de guvern în 1929 și s-a interzis celebrarea liturghiei. Biserica a pierdut grădinile din împrejurul ei în 1935, unde a urmat să se construiască o școală, iar la 30 iulie 1938 biserica a fost închisă. Altarul și orga bisericii au fost pierdute, printre alte obiecte. Clădirea a urmat să fie folosită drept cămin, iar interiorul i-a fost separat în patru etaje.
Turnul principal a fost îndepărtat în timpul bătăliei de la Moscova pentru a împiedica forțele aeriene naziste să-l folosească drept punct de reper. După încheierea războiului în 1945, câteva porțiuni din grădinile bisericii au fost folosite pentru construirea unui bloc de apartamente. În 1956 un incendiu a doborât o lanternă peste turnul principal. Locuitorii au fost mutați din clădire iar un institut de cercetări „Mosspetspromproyekt” (în rusă: Мосспецпромпроект) ce se ocupa cu proiectarea facilităților industriale a urmat să se stabilească în interior.
În anii 1960 și 1970 exteriorul clădirii a continuat a se dărăpăna. Consiliul orașului a considerat opțiunea de a renova biserica pentru a o folosi drept sală de concerte și recitale de orgă, sau ca centru administrativ cultural, dar aceste proiecte nu s-au îndeplinit în urma dezaprobării institutului de cercetări menționat mai sus.

### Revenirea la uzul religios

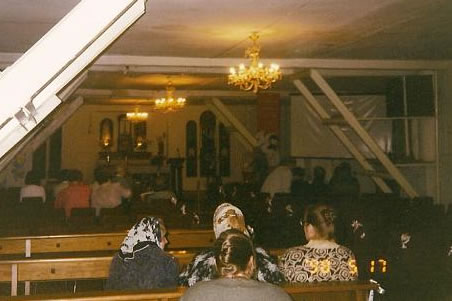
Enoriașele parohiei rugându-se în biserica adaptată temporar, c. 1993

Politica glasnost introdusă în timpul conducerii lui Mihail Gorbaciov a contribuit mult la dezvoltarea libertății religioase în Uniunea Sovietică. Astfel, în 1989, catolicii din Moscova împreună cu asociația culturală „Casa poloneză” (în rusă: Дом Польский) au sugerat redeschiderea bisericii, iar la 8 decembrie 1990, pentru prima oară în 60 de ani, o Misă a fost cântată în timpul celebrării Concepției Imaculate, pe scările bisericii. Liturghia a fost celebrată de preotul Tadeusz Pikus, care a devenit ulterior episcop auxiliar al Arhiepiscopiei din Varșovia.
În ianuarie 1990 parohia a fost constituită legal de un grup de catolici din Moscova. Cu permisiunea orașului, o a doua liturghie a fost celebrată de Ziua Națională a Poloniei, de 3 mai, iar la 31 mai, statutul parohiei a fost acceptat oficial de consiliul orășenesc.
De la începutul lunii iunie 1991 liturghiile au fost ținute în fiecare duminică în curtea bisericii, deoarece interiorul era ocupat de instituții de stat. Biserica a început să ofere educație religioasă în urma numirii lui Josef Sanewski drept preot paroh, la 15 iulie 1991. În același timp, biserica a început să înființeze acte de caritate pentru cei săraci. Vice-primarul Moscovei, Yury Luzhkov, a urmat să semneze o hotărâre prin care s-a stabilit că biserica va aparține parohiei, ci nu altor instituții. Consiliul orașului a fost de acord ca parohia să ocupe interiorul clădirii, unde aveau să aibă loc liturghii de atunci încolo.

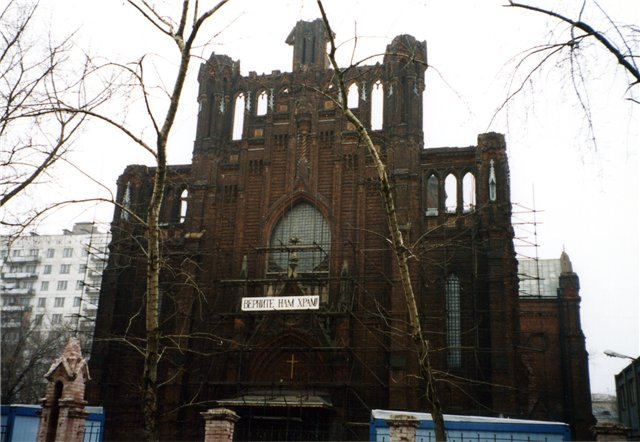
Clădirea înainte de renovare (mijlocul anilor 1990). Pe banner scrie: „Dați-ne biserica înapoi!” (Верните нам храм!)

Zidul ce despărțea biserica în două a fost înlăturat de membrii parohiei la 7 martie 1995. Poliția a fost chemată să intervină, iar în ziua următoare a avut loc un conflict cu membrii parohiei. O maică a fost rănită iar câțiva enoriași, printre care un preot, au fost arestați, apoi eliberați următoarea zi. La 9 martie 1995 administratorul apostolic Tadeusz Kondrusiewicz i-a scris președintelui Boris Elțîn, cerându-i să intervină.
Drept răspuns, primarul principal Yuri Luzhkov a semnat o nouă hotărâre care a forțat plecarea institutului în cel mult un an. În același timp, institutul a cerut să fie despăgubit pentru pierderea clădirii, relatând evenimentele petrecute, din cealaltă perspectivă. În timpul unei ședințe pe data de 15 martie 1995, primarul în funcție al Moscovei Alexander Musykantski i-a promis ambasadorului polonez Stanisław Ciosek⁠(d) că biserica va fi restituită până la sfârșitul anului.
La 19 martie 1995 a fost ținută o liturghie în partea recuperată a bisericii, condusă de John Bukovsky, primul nunțiu apostolic în Rusia, anterior nunțiu apostolic în România (1990-1994). La 2 noiembrie 1995 Luzhkov a semnat din nou decizia de a scoate institutul Mosspetspromproyekt din biserică până la sfârșitul anului. Când decizia nu a fost implementată, membrii parohiei au intrat în biserică și au luat-o singuri în posesie, la 2 ianuarie 1996. Directorul institutului Evgeny Afanasyev a sunat iarăși la poliție, care de această dată a refuzat să intervină. Ca urmare, directorul l-a rugat pe preotul parohiei să amâne cu 2 săptămâni instalarea în biserică. Institutul a părăsit clădirea în data de 13 ianuarie 1996. La 2 februarie 1996 Arhiepiscopia Maicii Domnului din Moscova a obținut permisiunea de a folosi biserica pe termen nedeterminat.